# 殿洞主教座堂
殿洞聖堂（韓語：전동성당），正式名稱是耶穌聖心主教座堂，位於韓國全北特別自治道全州市的豐南門外、昔日天主教徒獲刑的地方。是天主教全州教區的主教座堂。為磚瓦結構，建築風格揉合了拜占庭建築和罗曼式建筑。
教堂於1914年啟用，1981年9月25日被列入大韓民國史蹟第288號。